# 원 러브 (영화)
《원 러브》(One Love)는 자메이카에서 제작된 릭 엘굿, 돈 렛츠 감독의 2003년 드라마, 멜로/로맨스 영화이다. 체린 앤더슨 등이 주연으로 출연하였고 비욘 에이빈드 아르스코그 등이 제작에 참여하였다.

## 출연

### 주연
- 체린 앤더슨
- 바스 블랙우드

### 조연
- 칼 브래드쇼
- 이드리스 엘바
- 카이-마니 말리
- 윈스톤 스토나

## 기타
- 공동제작: 마크 해몬드
- 공동제작: 콜린 닐
- 라인프로듀서: 웨시 딕슨